# Горецкий уезд
Го́рецкий уе́зд — административная единица Могилёвской губернии Российской империи, существовавшая в 1860—1924 годах. Уездный город — Горки.

## История
В 1860 году после ликвидации Копысского уезда большая часть его территории вошла в состав вновь образованного Горецкого уезда.
В 1919 году Горецкий уезд стал частью вновь созданной Гомельской губернии России. В 1922 году Горецкий уезд отошёл к Смоленской губернии. В 1924 году Горецкий уезд возвращён в состав БССР и вскоре ликвидирован. Его территория вошла в состав Горецкого района Оршанского округа.

## Население
По переписи 1897 года население уезда составляло 122 559 человек, в том числе в Горках — 6735 жит., в заштатном городе Копысь — 3384 жит.

### Национальный состав
Национальный состав по переписи 1897 года:
- белорусы — 104 619 чел. (85,4 %),
- евреи — 16 085 чел. (13,1 %),
- русские — 1039 чел. (0,8 %).

## Административное деление
В 1913 году в уезде было 12 волостей: 
| - Баевская — м. Баево, - Горецкая — г. Горки, - Городищенская — с. Городище, - Дубровинская — м. Дубровно, - Любиничская — с. Любиничи, - Маслаковская — с. Маслаки, | - Ничипоровская — с. Ничипоровичи, - Пугляевская — с. Пугляи, - Романовская — с. Романово, - Савская — д. Сава, - Сватошицкая — с. Сватошица, - Холбнинская — с. Холбни |